# Derrick: Tod am Bahngleis
Tod am Bahngleis ist der Titel der fünften Episode der Krimiserie Derrick mit Horst Tappert in der Titelrolle und Fritz Wepper als Inspektor Harry Klein.

## Handlung
Hugo Hase, ein einfältig und sonderbar wirkender Mitarbeiter eines Gleisbautrupps, dessen Mutter als Prostituierte arbeitet und stets abweisend zu ihm ist, fährt an jedem Wochenende nach München, um Bekanntschaften zu machen. Er wird dafür von seinen Kollegen einerseits belächelt, andererseits aber auch unterstützt. Auf einer Rückfahrt spricht er in dem ansonsten menschenleeren S-Bahn-Wagen die ihm bis dato unbekannte Maria Heller an, die sich dadurch belästigt fühlt. Sie steigt aus und verschwindet eilig. Daraufhin verlässt Hase ebenfalls den Zug. Er spricht sie erneut an, verfolgt sie und tötet sie schließlich. Ihr Mann trifft kurz darauf mit dem Auto am Bahnhof ein, um sie abzuholen. Ohne von der Tat zu wissen, begegnet er Hase, der nicht auf ihn reagiert.
Derrick und Klein treffen am folgenden Tag am Tatort ein. Es handelt sich bereits um den dritten Mord innerhalb eines kurzen Zeitraums entlang derselben S-Bahn-Linie, der nach vergleichbarem Schema erfolgt zu sein scheint. Die Taten waren jeweils in den späten Abendstunden verübt worden. Der verwitwete Ehemann berichtet von dem merkwürdigen Zusammentreffen mit dem ihm unbekannten Mann und fertigt auf Veranlassung der Kommissare hin ein Phantombild von diesem an.
Der Vorarbeiter Greiser und dessen Tochter Hannelore laden Hugo Hase ein, sie zu einer Feier zu begleiten. Der Abend verläuft vergnüglich, bis Hase mitbekommt, dass die Tochter, an der er Gefallen findet, von ihrem Freund abgeholt wird.
Anhand einer Auflistung kürzlich erfolgter Anzeigen wegen Belästigung werden die Kommissare auf Marianne Docke aufmerksam, die sie daraufhin aufsuchen und befragen. Es werden dabei einige Parallelen zu den drei Todesfällen deutlich. Offenbar ist Marianne Docke dem Frauenmörder nur knapp entkommen. Sie erklärt sich bereit, gemeinsam mit den Kommissaren am späten Abend die Strecke abzufahren in der Hoffnung, den Mann im Zug wiederzuerkennen. Sie sind sich aufgrund verschiedener Indizien sicher, dass er beruflich im Bereich der Bahn tätig ist.
Als Hugo Hase erfährt, dass Hannelore Greiser am Abend eine Fahrt mit der S-Bahn nach München plant, fährt er ebenfalls dorthin. In einer Spielhalle wird er anhand des Phantombildes erkannt. Die Kommissare verpassen ihn nur knapp. Er verfolgt Hannelore Greiser, die ihn erkennt und aufgrund der Bekanntschaft für harmlos hält.
Derrick befragt die Kollegen von Hase, die diesen in dem Phantombild allerdings nicht erkennen. In der Tür eines geöffneten Spindes bemerkt er zufällig ein Porträtfoto der ermordeten Frau. Die Kollegen weisen Hase als Inhaber des Spindes aus. Derrick sucht den Vorarbeiter Greiser daraufhin zu Hause auf, kurz nachdem Hase versucht hatte, dessen Tochter zu einer erneuten abendlichen Fahrt nach München zu überreden. Er bekommt die Verdächtigung seitens Derricks mit und flüchtet. Derrick stellt ihn kurze Zeit später in der Wohnung von dessen Mutter. Diese liegt tot auf dem Bett. Ein blutiges Messer liegt neben Hase, der völlig regungslos auf einem Stuhl sitzt. Es wird nicht klar, ob er noch lebt oder sich ebenfalls mit dem Messer umgebracht hat...

## Hintergrund
Der Täter ist dem Zuschauer von Anfang an bekannt. Dieses Prinzip der invertierten Detektivgeschichte war während der ersten Staffel der Serie üblich.
In mehreren Szenen ist auffällig, wie kurzfristig die Bauarbeiter das Gleis vor einem jeweils herannahenden Zug verlassen und welch geringen seitlichen Abstand sie während dessen Passage einhalten.